# Øygarden FK
Øygarden Fotballklubb – norweski klub piłkarski z siedzibą w Øygarden, w okręgu Hordaland. W 2020 przejęli licencję na grę w 1. divisjon od Nest-Sotra Fotball. Øygarden ma współpracę z Øygarden Nordre Fjell, Sund SK, Skogsvåg IL, Telavåg IL, Skjergard IL i Nest-Sotra Fotball. W 2019 kluby zgodziły się na utworzenie nowej drużyny. W dniu 26 września Nest-Sotra zdecydowała się złożyć wniosek do Norges Fotballforbund o przekazanie swojej licencji Øygarden FK. Zostało to zatwierdzone przez federację 31 października. 

## Historia
Chronologia nazw:
- 2019: Øygarden FK

### Powstanie
26 września Nest-Sotra ogłosiła, że zarząd klubu zdecydował, że zwróci się do Norweskiego Związku Piłki Nożnej (NFF) o przejęcie ich licencji przez planowany klub Øygarden FK, począwszy od sezonu 2020. Federacja musiała złożyć wniosek do 1 października. Klub stwierdził, że trudności ekonomiczne odgrywają ważną rolę w ich decyzji. Nest-Sotra zakończyła sezon 2019 w 1. divisjon na 7.miejscu, a w trakcie niego drużyna została pozbawiona 4 punktów z powodu problemów finansowych.

## Poszczególne sezony

### Rozgrywki krajowe
| \| Norwegia \| Bilans występów klubu w rozgrywkach piłkarskich Norwegii (Stan na 3 stycznia 2020 r.) \| \| |                                                                                       |        |       |   |   |   |    |    |     |         |        |        |      |
| Poziom | Rozgrywki                                                                             | Sezony | Mecze | Z | R | P | B+ | B– | Pkt | Lata    | Awanse | Spadki | Naj. |
| II | 1. divisjon                                                                           | 1      |       |   |   |   |    |    |     | od 2020 | 0      | 0      | ?    |
| Norwegia                                                                                                   | Bilans występów klubu w rozgrywkach piłkarskich Norwegii (Stan na 3 stycznia 2020 r.) |        |       |   |   |   |    |    |     |         |        |        |      |

## Struktura klubu

### Stadion
Klub rozgrywa swoje mecze domowe na stadionie Ågotnes w miejscowości Ågotnes, który może pomieścić 2000 widzów.

### Inne sekcje
Klub prowadzi drużyny dla dzieci i młodzieży w każdym wieku.

## Kibice i rywalizacja z innymi klubami

### Rywalizacja
Największymi rywalami klubu są inne zespoły z okolic.

### Derby
- SK Brann